# الدارة
الدارة، قرية من قرى محافظة العيص، والتابعة لمنطقة المدينة المنورة في السعودية.